# Akim Tamiroff

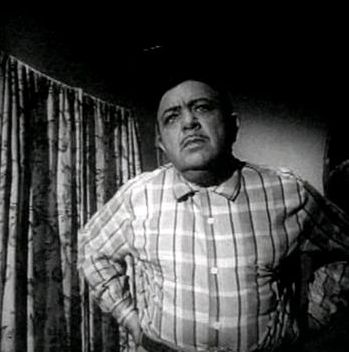
Akim Tamiroff från trailen för filmen En djävulsk fälla (1958).

Akim Tamiroff (ryska: Аким Михайлович Тамиров, Akim Michajlovitj Tamirof; armeniska: Ակիմ Թամիրով), ursprungligen Hovakim Tamiryants (armeniska: Հովակիմ Թամիրյանց), född 29 oktober 1899 i Tiflis, Kejsardömet Ryssland (i dag Tbilisi, Georgien), död 17 september 1972 i Palm Springs, Kalifornien, var en armenisk-amerikansk skådespelare.
Tamiroff studerade drama vid Konstnärliga teatern i Moskva under Konstantin Stanislavskij, och hade en teaterkarriär i Ryssland innan han 1920 utvandrade till USA. Under 1920-talet och början av 1930-talet spelade han på Broadway, och 1932 reste han till Hollywood för att skaffa sig en filmkarriär. Tamiroff blev Oscarsnominerad två gånger, 1937 för rollen som General Yang i Generalen dog i gryningen och 1944 för rollen som Pablo i Klockan klämtar för dig. För den sistnämnda rollen vann han även en Golden Globe för bästa biroll.

## Filmografi i urval
- 1933 – Drottning Christina
- 1934 – Glada änkan
- 1935 – Svart raseri
- 1935 – Kapten på Singaporelinjen
- 1935 – Marietta
- 1936 – Anthony Adverse
- 1936 – Generalen dog i gryningen
- 1939 – Union Pacific
- 1940 – Hjälteskvadronen
- 1940 – Skojare gör karriär
- 1943 – Vägen till Cairo
- 1943 – Klockan klämtar för dig
- 1944 – Draksådd
- 1944 – Miraklet
- 1947 – Fiesta
- 1953 – De som våga
- 1955 – Herr Satan själv
- 1956 – Anastasia
- 1957 – De slog sig igenom
- 1958 – Jag och översten
- 1958 – En djävulsk fälla
- 1960 – Storslam i Las Vegas
- 1962 – Processen
- 1964 – La Tulipe Noire
- 1964 – Le bambole
- 1964 – Par un beau matin d'été
- 1964 – Topkapi
- 1965 – Alphaville
- 1965 – Hotel Paradiso
- 1965 – La fabuleuse aventure de Marco Polo (L'echequier de Dieu)
- 1965 – Lord Jim
- 1965 – Marie-Chantal contre le docteur Kah
- 1965 – Una rosa per tutti
- 1966 – Ta fast räven
- 1966 – Lt. Robin Crusoe, U.S.N.
- 1968 – Katarina den stora
- 1969 – Westerns största bakstöt